# Esfericidad

Representación esquemática de la diferencia en la forma de granos de arena. Se muestran dos parámetros: esfericidad (aumenta hacia arriba) y redondez (aumenta hacia la derecha)

La esfericidad es una medida de lo que se parece la forma de un objeto a la de una esfera perfecta. Por ejemplo, la esfericidad de las bolas de los rodamientos determina su calidad, y está vinculada a la carga que pueden soportar o a la velocidad a la que pueden girar sin sufrir daños. La esfericidad es un ejemplo específico de medida de compacidad de una forma. Definida por Wadell en 1935, la esfericidad {\displaystyle \Psi } de una partícula es la relación entre el área de una esfera con el mismo volumen que la partícula dada y la superficie de la partícula:
{\displaystyle \Psi ={\frac {\pi ^{\frac {1}{3}}(6V_{p})^{\frac {2}{3}}}{A_{p}}}}
donde {\displaystyle V_{p}} es el volumen de la partícula y {\displaystyle A_{p}} es la superficie de la partícula. La esfericidad de una esfera es 1 por definición y, por isoperimetría, cualquier partícula que no sea una esfera tendrá una esfericidad menor que 1.
La esfericidad se aplica en tres dimensiones; su análogo en dos dimensiones, como las secciones circulares en un objeto cilíndrico, como un semieje, se llama redondez.

## Objetos elipsoidales
La esfericidad, {\displaystyle \Psi }, de un esferoide (similar a la forma del planeta Tierra) es:
{\displaystyle \Psi ={\frac {\pi ^{\frac {1}{3}}(6V_{p})^{\frac {2}{3}}}{A_{p}}}={\frac {2{\sqrt[{3}]{ab^{2}}}}{a+{\frac {b^{2}}{\sqrt {a^{2}-b^{2}}}}\ln {\left({\frac {a+{\sqrt {a^{2}-b^{2}}}}{b}}\right)}}},}
donde a y b son los semiejes mayor y menor respectivamente.

## Deducción
Hakon Wadell definió la esfericidad como el área superficial de una esfera del mismo volumen que la partícula, dividida por el área superficial real de la partícula.
Primero es necesario utilizar la fórmula del área superficial de la esfera, {\displaystyle A_{s}} en términos del volumen de la partícula, {\displaystyle V_{p}}
{\displaystyle A_{s}^{3}=\left(4\pi r^{2}\right)^{3}=4^{3}\pi ^{3}r^{6}=4\pi \left(4^{2}\pi ^{2}r^{6}\right)=4\pi \cdot 3^{2}\left({\frac {4^{2}\pi ^{2}}{3^{2}}}r^{6}\right)=36\pi \left({\frac {4\pi }{3}}r^{3}\right)^{2}=36\,\pi V_{p}^{2}}
por lo tanto
{\displaystyle A_{s}=\left(36\,\pi V_{p}^{2}\right)^{\frac {1}{3}}=36^{\frac {1}{3}}\pi ^{\frac {1}{3}}V_{p}^{\frac {2}{3}}=6^{\frac {2}{3}}\pi ^{\frac {1}{3}}V_{p}^{\frac {2}{3}}=\pi ^{\frac {1}{3}}\left(6V_{p}\right)^{\frac {2}{3}}}
En consecuencia, se define {\displaystyle \Psi } como:
{\displaystyle \Psi ={\frac {A_{s}}{A_{p}}}={\frac {\pi ^{\frac {1}{3}}\left(6V_{p}\right)^{\frac {2}{3}}}{A_{p}}}}

## Esfericidad de objetos comunes
| Nombre                                       | Imagen | Volumen                                                                         | Superficie                                                          | Esfericidad |
| -------------------------------------------- | ------ | ------------------------------------------------------------------------------- | ------------------------------------------------------------------- | --- |
| Tetraedro                                    |        | {\displaystyle {\frac {\sqrt {2}}{12}}\,s^{3}}                                  | {\displaystyle {\sqrt {3}}\,s^{2}}                                  | {\displaystyle \left({\frac {\pi }{6{\sqrt {3}}}}\right)^{\frac {1}{3}}\approx 0.671}                                                                   |
| Cubo (hexaedro)                              |        | {\displaystyle \,s^{3}}                                                         | {\displaystyle 6\,s^{2}}                                            | {\displaystyle \left({\frac {\pi }{6}}\right)^{\frac {1}{3}}\approx 0.806}                                                                              |
| Octaedro                                     |        | {\displaystyle {\frac {1}{3}}{\sqrt {2}}\,s^{3}}                                | {\displaystyle 2{\sqrt {3}}\,s^{2}}                                 | {\displaystyle \left({\frac {\pi }{3{\sqrt {3}}}}\right)^{\frac {1}{3}}\approx 0.846}                                                                   |
| Dodecaedro                                   |        | {\displaystyle {\frac {1}{4}}\left(15+7{\sqrt {5}}\right)\,s^{3}}               | {\displaystyle 3{\sqrt {25+10{\sqrt {5}}}}\,s^{2}}                  | {\displaystyle \left({\frac {\left(15+7{\sqrt {5}}\right)^{2}\pi }{12\left(25+10{\sqrt {5}}\right)^{\frac {3}{2}}}}\right)^{\frac {1}{3}}\approx 0.910} |
| Icosaedro                                    |        | {\displaystyle {\frac {5}{12}}\left(3+{\sqrt {5}}\right)\,s^{3}}                | {\displaystyle 5{\sqrt {3}}\,s^{2}}                                 | {\displaystyle \left({\frac {\left(3+{\sqrt {5}}\right)^{2}\pi }{60{\sqrt {3}}}}\right)^{\frac {1}{3}}\approx 0.939}                                    |
| Cono ideal {\displaystyle (h=2{\sqrt {2}}r)} |        | {\displaystyle {\frac {1}{3}}\pi \,r^{2}h={\frac {2{\sqrt {2}}}{3}}\pi \,r^{3}} | {\displaystyle \pi \,r(r+{\sqrt {r^{2}+h^{2}}})=4\pi \,r^{2}}       | {\displaystyle \left({\frac {1}{2}}\right)^{\frac {1}{3}}\approx 0.794}                                                                                 |
| Hemisferio (media esfera)                    |        | {\displaystyle {\frac {2}{3}}\pi \,r^{3}}                                       | {\displaystyle 3\pi \,r^{2}}                                        | {\displaystyle \left({\frac {16}{27}}\right)^{\frac {1}{3}}\approx 0.840}                                                                               |
| Cilindro ideal {\displaystyle (h=2\,r)}      |        | {\displaystyle \pi \,r^{2}h=2\pi \,r^{3}}                                       | {\displaystyle 2\pi \,r(r+h)=6\pi \,r^{2}}                          | {\displaystyle \left({\frac {2}{3}}\right)^{\frac {1}{3}}\approx 0.874}                                                                                 |
| Toro ideal {\displaystyle (R=r)}             |        | {\displaystyle 2\pi ^{2}Rr^{2}=2\pi ^{2}\,r^{3}}                                | {\displaystyle 4\pi ^{2}Rr=4\pi ^{2}\,r^{2}}                        | {\displaystyle \left({\frac {9}{4\pi }}\right)^{\frac {1}{3}}\approx 0.894}                                                                             |
| Esfera                                       |        | {\displaystyle {\frac {4}{3}}\pi r^{3}}                                         | {\displaystyle 4\pi \,r^{2}}                                        | 1 |
| Triacontaedro rómbico                        |        | {\displaystyle 4{\sqrt {5+2{\sqrt {5}}}}\,s^{3}}                                | {\displaystyle 12{\sqrt {5}}\,s^{2}}                                | {\displaystyle {\frac {\pi ^{\frac {1}{3}}\left(24{\sqrt {5+2{\sqrt {5}}}}\right)^{\frac {2}{3}}}{12{\sqrt {5}}}}\approx 0.9609}                        |
| Hexaquisicosaedro                            |        | {\displaystyle {\frac {180}{11}}\left(5+4{\sqrt {5}}\right)\,s^{3}}             | {\displaystyle {\frac {180}{11}}{\sqrt {179-24{\sqrt {5}}}}\,s^{2}} | {\displaystyle {\frac {\left(\left(5+4{\sqrt {5}}\right)^{2}{\frac {11\pi }{5}}\right)^{\frac {1}{3}}}{\sqrt {179-24{\sqrt {5}}}}}\approx 0.9857}       |